# 花崎悠紀
花崎 悠紀（はなさき ゆうき、2000年1月6日 - ）は、日本の元陸上競技選手。富山県婦中町出身。駒澤大学経営学部市場戦略学科卒業。

## 経歴
富山市立神保小学校、富山市立城山中学校、富山県立富山商業高等学校、駒澤大学出身。

### 高校時代
競歩で全国高等学校総合体育大会に出場した実績がある。高校3年時に本格的に長距離走を始めた。

### 大学時代
1年時から箱根駅伝6区のリザーブだったが、2年時までは三大駅伝での出番はなかった。
3年時の第97回箱根駅伝では6区を担当。トップ創価大学と2分21秒差の3位でスタートすると、7秒前にスタートした東洋大学を1km過ぎで捕えて2位に浮上。区間歴代3位（当時）の走りで区間賞を獲得し、創価大学との差を1分08秒にまで詰めた。その後駒澤大学は差を広げられ、9区終了時点でトップと3分19秒の差があったが10区の残り約2kmの地点で逆転し、13年ぶり7回目の総合優勝を達成した。
しかし、夏頃になると不眠症や拒食症などに悩まされ、退寮して実家に戻り、陸上競技部は休部扱いとなった。すべての陸上関連の情報を遮断し、第98回箱根駅伝は一切見なかったという。2022年、4年生が終わると正式に陸上競技部を退部し、競技を引退した。

## 戦績・記録

### 大学三大駅伝戦績
| 学年               | 出雲駅伝                 | 全日本大学駅伝           | 箱根駅伝                   |
| ------------------ | ------------------------ | ------------------------ | -------------------------- |
| 1年生 （2018年度） | 第30回 不出場            | 第50回 ー － ー 出走なし | 第95回 ー － ー 出走なし   |
| 2年生 （2019年度） | 第31回 ー － ー 出走なし | 第51回 ー － ー 出走なし | 第96回 ー － ー 出走なし   |
| 3年生 （2020年度） | 第32回 （開催中止）      | 第52回 ー － ー 出走なし | 第97回 6区-区間賞 57分36秒 |
| 4年生 （2021年度） | 第33回 ー － ー 出走なし | 第53回 ー － ー 出走なし | 第98回 ー － ー 出走なし   |

## 自己ベスト
- 5000m - 14分27秒05（2020年7月11日：第195回東海大学長距離競技会）
- 10000m - 29分25秒48（2020年10月4日：多摩川5大学対校長距離競技会）
- ハーフマラソン - 1時間04分48秒（2018年11月11日：第13回世田谷246ハーフマラソン）